# Michael Schefczyk (Philosoph)
Michael Schefczyk (* 1967) ist ein deutscher Hochschullehrer für praktische Philosophie am Karlsruher Institut für Technologie (KIT), er ist  zudem Gründungspräsident der Gesellschaft für Utilitarismusstudien und seit Wintersemester 2017 Dekan der KIT-Fakultät für Geistes- und Sozialwissenschaften.

## Leben und Wirken
Das Studium der Philosophie, öffentliches Recht, Politikwissenschaft und Volkswirtschaftslehre an den Universitäten München, Köln und Göttingen beendete er mit dem Abschluss als Magister und Diplom-Volkswirt. Es folgten wissenschaftliche Assistenzstellen an den Universitäten Witten/Herdecke, Zürich (UZH) und Sankt Gallen (HSG).
Die wirtschaftswissenschaftliche Promotion mit einer Arbeit zum Problem der Legitimation staatlicher Umverteilung und die Venia Legendi Philosophie an der Universität Zürich (UZH) erhielt er mit seiner Habilitationsschrift Zum Problem historischen Unrechts. Es folgten Lehrstuhl- und Professurvertretungen an den Universitäten St. Gallen, FAU Erlangen-Nürnberg, LMU München und Münster sowie der Ruf an die Leuphana Universität Lüneburg.
Von September 2010 bis März 2015 war Schefczyk Professor für Praktische Philosophie an der Leuphana Universität Lüneburg; von April 2012 bis März 2015 Dekan der Kulturwissenschaftlichen Fakultät. Im Wintersemester 2014/15 war er Fellow bei der DFG-Kollegforschergruppe Medienkulturen der Computersimulation (mecs) und bis Frühjahr 2017 Privatdozent am Philosophischen Seminar der Universität Zürich.
Seit April 2015 W3-Professor für Praktische Philosophie am Karlsruher Institut für Technologie (KIT) und von Herbst 2017 bis Dezember 2022 Dekan der KIT-Fakultät für Geistes- und Sozialwissenschaften.

## Engagements
- Über 150 Beiträge für das Feuilleton, überwiegend Neue Zürcher Zeitung[3]
- Michael Schefczyk ist Editor-in-Chief der Zeitschrift Moral Philosophy and Politics,
- Honorary Senior Research Associate am Bentham Project des University College London (UCL),
- Chair der International Society for Utilitarian Studies (ISUS),
- Gründungspräsident der Gesellschaft für Utilitarismusstudien,
- Vertrauensdozent der Friedrich-Ebert-Stiftung und
- Mitglied der Gesellschaft für Analytische Philosophie (GAP),
- Mitglied der Deutschen Gesellschaft für Philosophie (DGPhil),
- Mitglied der International Society for Utilitarian Studies (ISUS) und von Amnesty International.
- Michael Schefczyk ist seit Wintersemester 2017 Dekan der KIT-Fakultät für Geistes- und Sozialwissenschaften.

## Arbeiten (Auswahl)
- Moral Philosophy & Politics
- Moral Philosophy & Politics 2017 (2): Special Issue: „Legitimate Expectations“
- Moral Philosophy & Politics 2017 (1): Symposium: „Autonomy and The Morality of Freedom“
- Moral Philosophy & Politics 2016 (2): Special Issue: „The Ethics of Immigration in a Non-Ideal World“ (Guest Editors: Jan Brezger/Andreas Cassee/Anna Goppel)
- Moral Philosophy & Politics 2016 (1): Symposium: „Brain Drain: The Merits and Limits of Furthering Normative Solutions in Source Countries“ (Guest Editor: Eszter Kollár)
- Moral Philosophy & Politics 2015 (2): Symposia: „Discrimination“ (Guest Editor: Kasper Lippert-Rasmussen) / „The Limits of Markets“
- Moral Philosophy & Politics 2015 (1): Symposium „Intergenerational Justice and Natural Resources“
- Moral Philosophy & Politics 2014 (2): Special Issue „Fair Trade“
- Moral Philosophy & Politics 2014 (1): Special Issue „Global Tax Justice“

Veröffentlichungen:
Herausgeberschaften (Auswahl):
- Gemeinsam mit Christoph Schmidt-Petri: John Stuart Mill, Ausgewählte Werke, Band IV (Demokratie und Repräsentation), Hamburg 2016
- Gemeinsam mit Christoph Schmidt-Petri: John Stuart Mill, Ausgewählte Werke, Band III/2 (Freiheit, Fortschritt und die Aufgaben des Staates: Wirtschaft und Staat), Hamburg 2015
- Gemeinsam mit Christoph Schmidt-Petri: John Stuart Mill, Ausgewählte Werke, Band III/1 (Freiheit, Fortschritt und die Aufgaben des Staates: Individuum, Moral und Gesellschaft), Hamburg 2014
- Gemeinsam mit Mark Peacock: Gastherausgeber von Analyse & Kritik 2004 (2) „Philosophical and Methodological Issues in Economics“  und Analyse & Kritik 2005 (1) „Ernst Fehr on Human Altruism. An Interdisciplinary Debate“

Monographien
- Schefczyk, Michael, 2012, Verantwortung für historisches Unrecht. Eine philosophische Untersuchung, Reihe 'Ideen & Argumente, Berlin: De Gruyter
- Schefczyk, Michael & Dominique Kuenzle, 2009, John Stuart Mill zur Einführung, Hamburg: Junius Verlag
- Schefczyk, Michael, 2005, Umverteilung als Legitimationsproblem, Reihe Praktische Philosophie, München & Freiburg: Alber Verlag
- Schefczyk, Michael, 1999, Personen und Präferenzen. Zum Problem der intertemporalen Nutzenmaximierung, Marburg: Metropolis
- Schefczyk, Michael, 1995, Moral ohne Nutzen. Eine Apologie des Kantischen Formalismus, St. Augustin: Academia Verlag